# タッパンジー・レコード
タッパンジー・レコード（Tappan Zee Records）はボブ・ジェームスが設立したフュージョンおよびアダルト・コンテンポラリー・レコードレーベル。1977年にCBSレコード（現ソニー・ミュージック）傘下のレーベルとして発足し、1985年まで制作活動を続けた。1985年にジェームスがワーナー・ブラザース・レコードに移籍するのに伴い、同レーベルのカタログの販売権もワーナーに移行した。
2003年以降はその販売権はインディペンデントとなっており、現在の日本での販売元はビクターエンタテインメント。

## 沿革
- 1975年、当時アーティストとして在籍していたCTIレコードで、ガボール・ザボのアルバムをプロデュースしたボブ・ジェームスは、同年CBSのA&Rディレクターに就任後、エリック・ゲイル、ケニー・ロギンス、メイナード・ファーガソンなどのアーティストのプロデュースを次々に行っていた。
- 1977年CTIレコードとのアーティスト契約を終えたボブ・ジェームスは、1975年以来A&Rディレクターを務めていたCBSレコード内部に「タッパンジー」レーベルを発足。「タッパンジー」の名前は、ボブがよく通ったニューヨーク州のタッパン・ジー・ブリッジに由来する。第1弾リリース作品はスティーブ・カーンの「タイトロープ」。ボブ・ジェームス作品としては、5作目の「Heads」から1984年の「12」までが、タッパンジーでリリースされた。
- 1980年CBS内部から分社化され、「タッパンジー・レコード」として独立。ウィルバート・ロングマイヤー、リチャード・ティー、カーク・ウェイラム、フィル・ペリーらを専属に迎える。この時点で、1974年以前にCTIで発表していたボブ・ジェームス自身の4枚のアルバムもタッパンジーのカタログに加わった。
- 1980年ボブ・ジェームスとアール・クルーの共作「One on One」をリリース。翌1981年 グラミー賞を受賞。
- 1985年、CBSとのレーベル契約を終了。翌年の「ボブ・ジェームス / オブセッション」以降、ボブ・ジェームス作品がワーナー・ブラザース・レコードで発表されるようになるのに伴い、タッパンジーのカタログの販売権も移行。日本では1993年にビデオアーツミュージックから再発売されている。なお、この時期以降にワーナーで発表されたアルバムの中には、タッパンジーレーベルと同じマークがついたものもあるが、レーベルを示すのではなく、プロダクションユニットを示しているとされる。つまり、この移籍と同時に、レーベルとしてのタッパンジーの制作活動は終了している。
- 2003年ワーナーとの契約終了。ボブ・ジェームスの新作のリリース契約ともども、国ごとに旧カタログの販売契約を結んでいる。

## 参加アーティスト
- ボブ・ジェームス
- リチャード・ティー
- カーク・ウェイラム
- ジョアン・ブラッキーン
- モンゴ・サンタマリア
- フィル・ペリー
- マーク・コルビー
- アレン・ハリス・バンド
- ウィルバート・ロングマイヤー

他